# Universiteter i Danmark
Et universitet er en højere læreanstalt, der udbyder videregående uddannelser og driver forskning, især inden for samfundsvidenskaber, naturvidenskaber og humaniora samt eventuelt jura, medicin og teologi.

## To forskellige typer universiteter
I Danmark findes der otte universiteter. Fem af de otte universiteter har flere fakulteter (polyfakultære universiteter), mens de sidste tre har ét (monofakultære universiteter). De otte universiteter har campusser i til sammen 10 byer (2019).

### Kronologisk oversigt over de fem polyfakultære universiteter
- Københavns Universitet (KU)[6] blev grundlagt i 1479 (se fig. 1)[7][8] og har fire campusser i København, på Frederiksberg og på øen Amager.[9][10] KU har et universitetshospital knyttet til sig.[11]
- Aarhus Universitet (AU)[12] blev grundlagt i 1928[13][14] og har campusser i Aarhus, Herning[14] og København (Emdrup). AU omfatter universitetshospitalet AUH i Skejby.[15]
- Syddansk Universitet (SDU)[16] blev grundlagt i 1998[17] og har campusser i Odense, Kolding, Esbjerg, Sønderborg, Slagelse og København. SDU har rod i Odense Universitet,[18] som blev grundlagt i 1966.[19] SDU har universitetshospitalet OUH knyttet til sig.[20] SDU udbyder HD[21] og jura[22] som fjernundervisning.
- Roskilde Universitet (RUC)[23] blev grundlagt i 1972[24] øst for Roskilde. Det oprindelige navn var Roskilde Universitetscenter.[25]
- Aalborg Universitet (AAU)[26] blev grundlagt i 1974[27] og har campusser i Aalborg, Esbjerg og København. Det oprindelige navn var Aalborg Universitetscenter (AUC).[28] AAU har knyttet Aalborg Universitetshospital til sig.[29]

### Kronologisk oversigt over de tre monofakultære universiteter som er i Storkøbenhavn
- Danmarks Tekniske Universitet (DTU)[30] blev grundlagt i 1829 i Kongens Lyngby (Technical University of Denmark). Det oprindelige navn var Den Polytekniske Læreanstalt.[31]
- Copenhagen Business School (CBS)[32] blev grundlagt i 1917 på Frederiksberg.[33] Det oprindelige navn var Handelshøjskolen i København.[34]
- IT-Universitetet i København (ITU)[35] blev grundlagt i 1999 (IT University of Copenhagen). Det nuværende navn fik universitetet i 2003; det oprindelige navn var IT-højskolen i København.[36]

## Geografisk oversigt over de 10 byer hvori der udbydes universitetsuddannelser
Oversigten nævner ikke forskerparker. Slagelse er den nyeste universitetsby (siden 2008). Bemærk, at der er flere universiteter i København og to universiteter i Esbjerg. Se også fig. 2 (Danmarkskortet).
| Nr.                     | By                                                                           | Forkortelse for universitet(er)                                            | Universitetshospital og medicinstudium |
| ----------------------- | ---------------------------------------------------------------------------- | -------------------------------------------------------------------------- | --- |
| Sjælland, Amager og Fyn |                                                                              |                                                                            | |
| 1                       | København, reelt Storkøbenhavn (inkl. Amager) rummer en række universiteter. | KU og DTU og CBS og ITU samt AAU København. Endvidere findes SDU Købehavn. | Ja, Rigshospitalet |
| 2                       | Roskilde                                                                     | RUC                                                                        | nej. Men af navn er der Sjællands Universitetshospital i Roskilde og Køge på trods af, at der ikke er medicinstudium i Roskilde; i begrænset omfang kan noget af medicinstudiet blive etableret i Køge. |
| 3                       | Slagelse                                                                     | SDU Slagelse                                                               | nej |
| 4                       | Odense                                                                       | SDU Odense                                                                 | Ja, Odense Universitetshospital (OUH) |
| Jylland og Als          |                                                                              |                                                                            | |
| 5                       | Aalborg                                                                      | AAU                                                                        | Ja, Aalborg Universitetshospital (AaUH) |
| 6                       | Aarhus                                                                       | AU                                                                         | Ja, Aarhus Universitetshospital (AUH) i Skejby |
| 7                       | Herning                                                                      | AU Herning                                                                 | nej |
| 8                       | Esbjerg har to universiteter.                                                | AAU Esbjerg og SDU Esbjerg                                                 | Ja, dog kun kandidatuddannelsen (2. del) |
| 9                       | Kolding                                                                      | SDU Kolding                                                                | nej |
| 10                      | Sønderborg                                                                   | SDU Sønderborg (Alsion)                                                    | nej |

## Adgangsgivende eksamener og andre adgangskrav
Til de mest kendte danske adgangsgivende eksamener hører disse fire: almen studentereksamen (forkortet stx), hf-eksamen (hf), merkantil studentereksamen (hhx) og teknisk studentereksamen (htx). Desuden anerkendes bl.a. forskellige udenlandske eksamener.
Foruden kravet om en adgangsgivende eksamen kan en uddannelse stille yderligere adgangskrav, fx om matematik på A-niveau eller krav om fremmedsprog.
Hvert universitets hjemmeside har en liste over både danske og udenlandske adgangsgivende eksamener:
Aalborg Universitet, Aarhus Universitet, Copenhagen Business School, Danmarks Tekniske Universitet, IT-Universitetet, Københavns Universitet, Roskilde Universitet, Syddansk Universitet.

## Andre højere læreanstalter, som ikke er universiteter
I Danmark findes også en række andre højere læreanstalter, som ikke er universiteter. Til denne kategori hører:
- Arkitektskolen Aarhus[57] i Aarhus
- Danmarks Medie- og Journalisthøjskole[58] i Aarhus og København
- Designskolen Kolding[59]
- Det Jyske Musikkonservatorium[60] i Aarhus
- Det Kongelige Danske Kunstakademis Billedkunstskoler[61] i København
- Det Kongelige Danske Kunstakademis Skoler for Arkitektur, Design og Konservering[62] i København
- Det Kongelige Danske Musikkonservatorium[63] i København
- Rytmisk Musikkonservatorium[64] i København
- Syddansk Musikkonservatorium[65] i Odense og Esbjerg

### Seks professionshøjskoler (University Colleges)
der især udbyder mellemlange professionsbacheloruddannelser
- Københavns Professionshøjskole (opstod i 2018 ved fusion mellem de to professionshøjskoler Metropolitan, Metropol, og Capital, UCC)[66]
- Professionshøjskolen Absalon[67] (Det tidligere navn var University College Sjælland)
- Erhvervsakademi og Professionshøjskole UCL (hed tidligere University College Lillebælt)[68] på Fyn og i dele af Sydjylland
- University College Syd i Sønderjylland og dele af Sydjylland[69]
- VIA University College i Midtjylland[70]
- University College of Northern Denmark (UCN)[71] i Nordjylland

Tidligere
- Metropolitan University College
- University College Lillebælt
- University College Sjælland

### Otte erhvervserkademier
som typisk udbyder korte videregående uddannelser (KVU)
- Erhvervsakademi Sydvest[72] i Esbjerg og Sønderborg
- Erhvervsakademi Dania[73] i Midtjylland
- Erhvervsakademi Kolding (IBA)[74] i Kolding
- Erhvervsakademi Midtvest[75] i Herning og Holstebro
- Erhvervsakademi Sjælland (EASJ)[76]
- Erhvervsakademiet Aarhus[77]
- Erhvervsakademiet Copenhagen Business (Cphbusiness)[78]
- Københavns Erhvervsakademi (KEA)[79]